# Crocidura roosevelti
Crocidura roosevelti is een zoogdier uit de familie van de spitsmuizen (Soricidae). De wetenschappelijke naam van de soort werd voor het eerst geldig gepubliceerd door Heller in 1910.